# Antromycopsis guzmanii
Antromycopsis guzmanii är en svampart som beskrevs av Stalpers, Seifert & Samson 1991. Antromycopsis guzmanii ingår i släktet Antromycopsis och familjen musslingar.   Inga underarter finns listade i Catalogue of Life.